# Settimana della moda de Milan
La Settimana della moda de Milan, alternativement nommée Semaine de la mode ou Fashion Week, est un événement de mode qui se déroule deux fois par an à Milan, Italie, depuis 1958. Elle est très attendue par toute la cité milanaise : en effet, elle lui apporte des retombées économiques non négligeables et fortifie l'image de la ville et de la mode italienne.

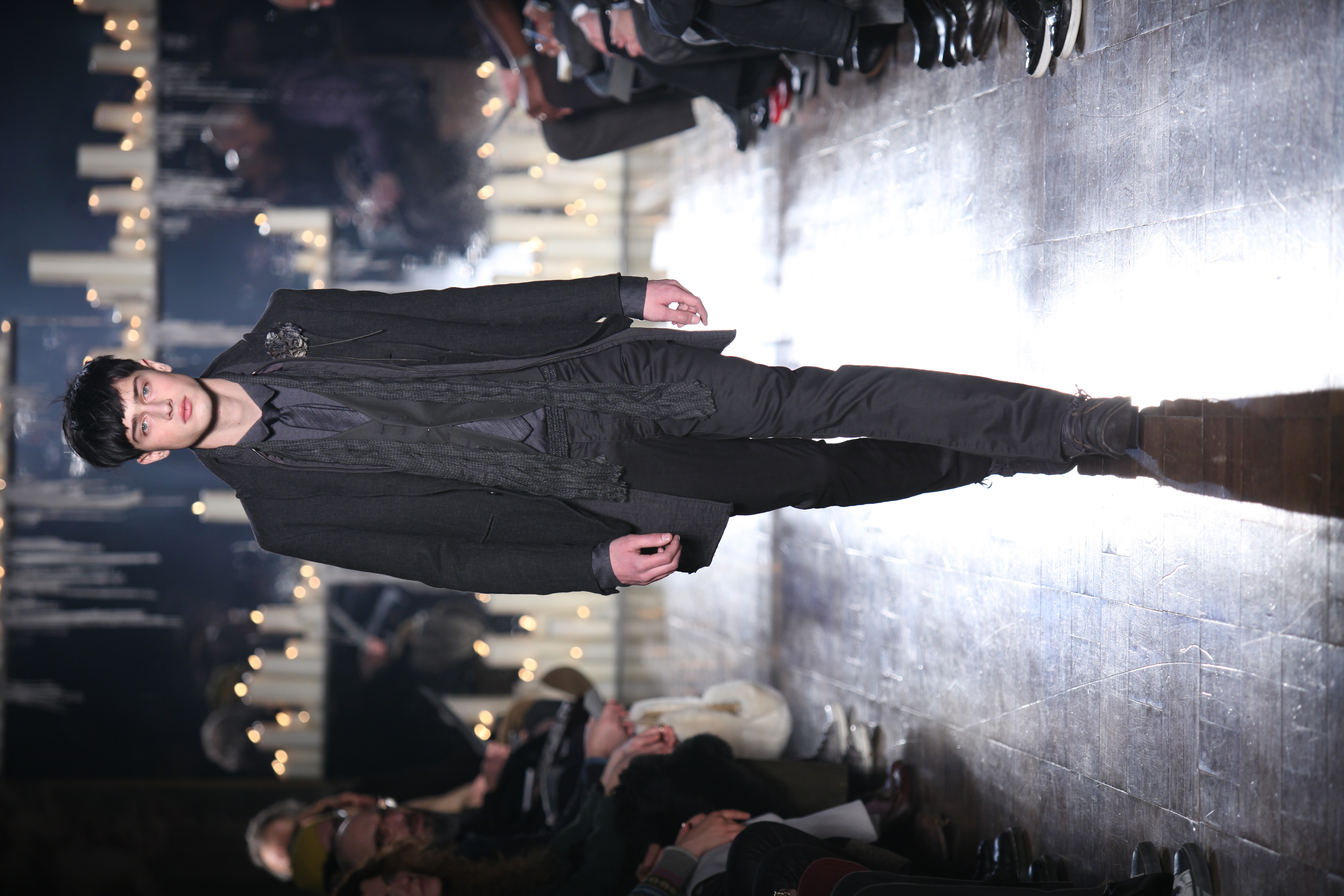
Collections automne-hiver 2010 (modèle John Varvatos).

## Présentation
La Settimana della moda est divisée en deux catégories celle des femmes et celle des hommes.
- Semaine de la mode masculine : Elle dure quatre jours. Il y a deux représentations par an, en janvier et en juin. Plus de cent défilés dévoilent les collections automne-hiver (en janvier) et printemps-été (en juin)[1].
- Semaine de la mode féminine :  C'est la plus importante des deux. Elles se déroulent deux fois par an : en février (automne-hiver) et en septembre (printemps-été). Actuellement, le programme comporte 170 défilés, avec comme objectif de mettre en avant le « Made in Italy »[1].

La Semaine de la mode de Milan est l'une des quatre Semaines des défilés les plus suivies avec la Semaine de la mode de Paris, Londres et New York. Celle de Milan est précédée par Londres et suivie par celle de Paris. Les représentations dans chaque ville s’enchaînent sans interruption. Pour y participer, il faut avoir reçu une invitation que peu de personne reçoivent, être dans la presse, travailler dans ce secteur professionnel. Avoir une place de dernière minute devient très rare, car cet événement est très couru.

### Sa particularité
Contrairement aux semaines de la mode de Londres, de Paris ou de New York, celle de Milan ne comporte que de grandes maisons italiennes, qui proposent particulièrement des pièces à porter pour le soir. Les couturiers s'attachent à travailler des matières luxueuses et des styles somptueux.
Par exemple des maisons comme Gucci, Prada, Versace, Giorgio Armani sont présentes durant la Fashion Week de Milan. Les défilés se déroulent sur des sites milanais remarquables, comme la Rotonda della Besana (it), le Palazzo Reale, le palais Serbelloni.
L'organisateurs de la Fashion Week de Milan est l’association Camera nazionale della moda italiana, basée sur le bénévolat, qui met en avant les jeunes designers italiens pour promouvoir la mode italienne. Cette association, responsable de tous les défilées et les événements qui tournent autour de la mode à Milan, a été créée le 11 juin 1958.

## Son économie

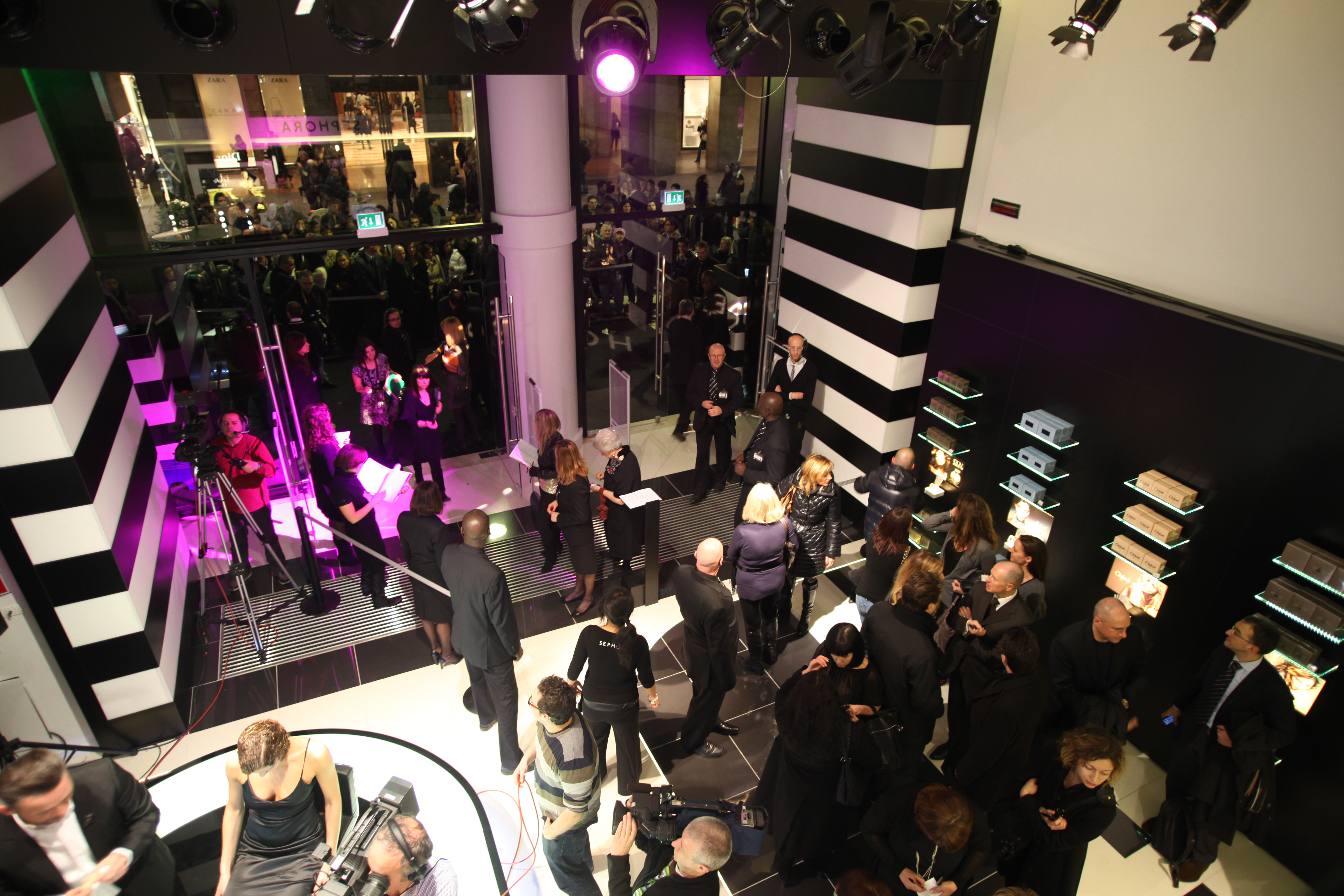
Fashion Week à Milan

L'impact économique des semaines de la mode est très important. En effet, d'après Pascal Morant, président exécutif de la fédération française de la couture et des créateurs de mode en France : « Elles génèrent 1,2 milliard d’euros de retombées économiques par an et 10,3 milliards d’euros en termes de transactions commerciales ». Pour la seule ville de Milan, les retombées économiques sont de 64 millions d'euros. Pour effectuer ce calcul, FashionUnited (en) a comptabilisé le total des frais d'hôtels, restauration, la TVA, les frais de séjour et les impôts des sociétés dépensés durant cette semaine. Par ailleurs, cette Fashion Week est la 13e dans le classement de celles qui rapportent le plus ; en tête, on trouve celle de New York, qui génère 540 millions d'euros.